# Xã Conata, Quận Pennington, South Dakota
Xã Conata (tiếng Anh: Conata Township) là một xã thuộc quận Pennington, tiểu bang Nam Dakota, Hoa Kỳ. Năm 2010, dân số của xã này là 7 người.